# Ніно Манфреді
Ні́но Манфре́ді (італ. Nino Manfredi; 22 березня 1921, Кастро-дей-Вольші, Лаціо, Італія — 4 червня 2004, Рим, Лаціо, Італія) — італійський актор, режисер, сценарист, письменник.

## Біографія
Народився 22 березня 1921 у Кастро-дей-Вольші, Лаціо, Італія.  
Ще в дитинстві замість того, щоб ходити в школу маленький Ніно влаштовував удома театральні вистави. Одночасно закінчив юридичний факультет університету і Академію драматичного мистецтва в Римі.
У театрі дебютував в 1947 році на Празькому фестивалі молоді і студентів у антивоєнній п'єсі Соліма «Людина і рушниця». З 1947 року — на сцені «Пікколо ді Мілано», пізніше працював в різних театральних трупах, в тому числі і під керівництвом Вітторіо Ґассмана.
В середині 1950-х років почав зніматися в кіно. Став популярний як майстер італійської комедії.
Пішов з життя 4 червня 2004 року у Римі.

## Фільмографія
- Monastero di Santa Chiara, реж. Mario Sequi (1949)
- Torna a Napoli, реж. Доменіко Ґамбіно (1949)
- Моє серце співає, реж. Маріо Маттолі (1951)
- La prigioniera della torre di fuoco, реж. Giorgio Walter Chili (1952)
- Viva il cinema!, реж. Giorgio Baldaccini та Enzo Trapani (1953)
- 1953: Я вибрав кохання, реж. Mario Zampi
- C'era una volta Angelo Musco, реж. Giorgio W. Chili (1953)
- Canzoni, canzoni, canzoni, реж. Domenico Paolella (1953)
- La domenica della buona gente, реж. Anton Giulio Majano (1953)
- Gli innamorati, реж. Мауро Болоньїні (1955)
- Prigionieri del male, реж. Маріо Коста (1955)
- 1955: Неодружений / (Lo scapolo) — Пеппіно, реж. Антоніо П'єтранджелі
- Non scherzare con le donne, реж. Джузеппе Беннаті (1955)
- Guardia, guardia scelta, brigadiere e maresciallo, реж. Мауро Болоньїні (1956)
- 1956: Тото, Пеппіно і розпусниця / (Totò, Peppino e la… malafemmina) — Рафаель, режисер Камілло Мастрочінкве
- Tempo di villeggiatura, реж. Antonio Racioppi (1956)
- Susanna tutta panna, реж. Стено (1957)
- Femmine tre volte, реж. Стено (1957)
- Guardia, ladro e cameriera, реж. Стено (1958)
- Camping, реж. Франко Дзефіреллі (anche soggetto e sceneggiatura) (1958)
- Caporale di giornata, реж. Carlo Ludovico Bragaglia (1958)
- Adorabili e bugiarde, реж. Nunzio Malasomma (1958)
- Pezzo, capopezzo e capitano, реж. Вольфганг Штаудте (1958)
- Venezia, la luna e tu, реж. Діно Різі (1958)
- Il bacio del sole (Don Vesuvio), реж. Сіро Марчелліні (1958)
- Carmela è una bambola, реж. Джанні Пуччіні (1958)
- I ragazzi dei Parioli, реж. Серджо Корбуччі (1959)
- Audace colpo dei soliti ignoti, реж. Нанні Лой (1959)
- L'impiegato, реж. Джанні Пуччіні (anche soggetto e sceneggiatura) (1960)
- Le pillole di Ercole, реж. Лучано Сальче (1960)
- 1960: Сміятися! Сміятися! Сміятися! / (Ridere! Ridere! Ridere!) — клієнт у барі, режисер Едоардо Антон
- 1960: Злочин / (Crimen) — Квіріно Філонці
- Il carabiniere a cavallo, реж. Карло Ліццані (1961)
- 1961: Страшний суд (Il giudizio universale), режисер Вітторіо Де Сіка
- A cavallo della tigre, реж. Луїджі Коменчіні (1961)
- Буремні роки, реж. Луїджі Дзампа (1962)
- I motorizzati, реж. Камілло Мастрочінкве (1962)
- L'amore difficile, episodio L'avventura di un soldato, реж. Ніно Манфреді (1962)
- 1963: «Дівчина з Парми» / (La parmigiana) — Ніно Мечотті, реж. Антоніо П'єтранджелі
- I cuori infranti, episodio … E vissero felici, реж. Джанні Пуччіні (1963)
- 1964: Вища невірність, епізод Скандаліст, режисер Франко Россі
- La ballata del boia (El Verdugo), реж. Луїс Гарсія Берланга (1964)
- Il gaucho, реж. Діно Різі (1964)
- Controsesso, episodio Cocaina di domenica, реж. Франко Россі, ed episodio Una donna d'affari, реж. Ренато Кастеллані (1964)
- 1965: Лялечки, episodio La telefonata, реж. Діно Різі
- Questa volta parliamo di uomini, реж. Ліна Вертмюллер (1965)
- 1965: Комплекси, (I complessi), епізод Вирішальний день, реж. Діно Різі
- Thrilling, episodio Il vittimista, реж. Етторе Скола (1965)
- 1965: Я її добре знав, (Io la conoscevo bene), режисер Антоніо П'єтранджелі
- Made in Italy, реж. Нанні Лой (1965)
- Io, io, io... e gli altri, реж. Алессандро Блазетті (1966)
- Adulterio all'italiana, реж. Паскуале Феста Кампаніле (1966)
- Operazione San Gennaro, реж. Діно Різі (1966)
- Una rosa per tutti, реж. Franco Rossi (anche soggetto e sceneggiatura) (1966)
- Il padre di famiglia, реж. Нанні Лой (1967)
- Italian Secret Service, реж. Луїджі Коменчіні (1968)
- Straziami ma di baci saziami, реж. Діно Різі (1968)
- 1968: Чи вдасться нашим героям знайти свого друга, який таємниче зник в Африці? / (Riusciranno i nostri eroi a ritrovare l'amico misteriosamente scomparso in Africa?) — Убальдо Пальмаріні
- Vedo nudo, реж. Діно Різі (1969)
- Nell'anno del Signore, реж. Луїджі Маньї (1969)
- Rosolino Paternò soldato, реж. Нанні Лой (1970)
- Contestazione generale, episodio Concerto a tre pifferi, реж. Луїджі Дзампа (1970)
- Per grazia ricevuta, реж. Ніно Манфреді (1971)
- Roma bene, реж. Карло Ліццані (1971)
- Trastevere, реж. Фаусто Тоцці (1971)
- La Betìa ovvero in amore, per ogni gaudenza, ci vuole sofferenza, реж. Gianfranco De Bosio (anche sceneggiatura) (1971)
- Le avventure di Pinocchio, реж. Луїджі Коменчіні (1972)
- Girolimoni, il mostro di Roma, реж. Даміано Даміані (1972)
- Lo chiameremo Andrea, реж. Вітторіо Де Сіка (1972)
- 1973: Хліб і шоколад / (Pane e cioccolata) — Джованні «Ніно» Гарофолі, реж. Франко Брусаті
- 1974: Ми так любили одне одного / (C'eravamo tanto amati) — Антоніо
- Attenti al buffone, реж. Alberto Bevilacqua (1975)
- 1976: Огидні, брудні, злі (Brutti, sporchi e cattivi), режисер Етторе Скола
- Signore e signori, buonanotte, episodio Il Santo Soglio, реж. Age, Leonardo Benvenuti, Луїджі Коменчіні, Piero De Bernardi, Нанні Лой, Ruggero Maccari, Луїджі Маньї, Маріо Монічеллі, Ugo Pirro, Furio Scarpelli ed Етторе Скола (1976)
- 1976: Лише б не дізналися всі навколо!, episodio Il superiore, реж. Луїджі Маньї, ed episodio L'equivoco, реж. Луїджі Коменчіні (1976)
- Quelle strane occasioni, episodio Il cavalluccio svedese, реж. Луїджі Маньї (1976)
- In nome del Papa Re, реж. Луїджі Маньї (1977)
- La mazzetta, реж. Серджо Корбуччі (1978)
- Il giocattolo, реж. Джуліано Монтальдо (anche sceneggiatura) (1979)
- Café Express, реж. Нанні Лой (1980)
- Cocco mio (Gros calin), реж. Jean-Pierre Rawson (1980)
- Nudo di donna, реж. Ніно Манфреді (1981)
- Spaghetti House, реж. Giulio Paradisi (1982)
- Testa o croce, реж. Нанні Лой (anche sceneggiatura) (1982)
- Questo e quello, реж. Серджо Корбуччі (anche soggetto e sceneggiatura) (1983)
- Il tenente dei carabinieri, реж. Maurizio Ponzi (1986)
- Grandi magazzini, реж. Castellano e Pipolo (1986)
- I picari, реж. Маріо Монічеллі (1987)
- Secondo Ponzio Pilato, реж. Луїджі Маньї (1987)
- Napoli-Berlino, un taxi nella notte (Helsinki Napoli All Night Long), реж. Міка Каурісмякі (1990)
- In nome del popolo sovrano, реж. Луїджі Маньї (1990)
- In viaggio con Alberto (Alberto Express), реж. Arthur Joffé (1991)
- Mima, реж. Philomène Esposito (1991)
- 1995: Летючий голландець (De Vliegende Hollander), режисер Йос Стеллінг
- Colpo di luna, реж. Альберто Симоне (1995)
- Grazie di tutto, реж. Лука Манфреді (1997)
- La carbonara, реж. Луїджі Маньї (1999)
- Una milanese a Roma, реж. Diego Febbraro (2001)
- Apri gli occhi e... sogna, реж. Rosario Errico (2002)
- La fine di un mistero (La luz prodigiosa), реж. Miguel Hermoso (2003)